# Museum für Kommunikation Bern
Das Museum für Kommunikation ist ein interaktives Museum zum Thema Kommunikation in der Schweizer Hauptstadt Bern. Es wurde 2019 mit dem Museumspreis des Europarates ausgezeichnet. Gegründet wurde es 1907 als Firmenmuseum der Schweizerischen Post (der späteren PTT). Die thematische Öffnung und die Umbenennung in Museum für Kommunikation erfolgten mit der Umstrukturierung zu einer Stiftung der Schweizerischen Post und der Swisscom AG. Seit der letzten Neukonzipierung und der Wiedereröffnung der Dauerausstellung 2017 stellt das Museum die Museumsgäste gänzlich in den Mittelpunkt.

## Wechselausstellungen
Seit dem Umzug in sein erstes eigenes Museumsgebäude 1990 führt das Museum für Kommunikation regelmässig Wechselausstellungen durch. Mit diesen thematisiert das Museum gesellschaftliche und kulturelle Auswirkungen der Kommunikation und ihrer Technologien und vertieft überraschende Aspekte der Kommunikation. In den letzten Jahren waren dies etwa die Funktion von Hemmungen, die Kunst des Alterns oder die Herausforderungen und Potenziale der Stille. Diese Ausstellung «Sounds of Silence» gewann mehrere internationale Preise, darunter den iF Design Award vom iF Industrie Forum Design. Der anfängliche Rhythmus von jährlich drei bis vier solcher Wechselausstellungen reduzierte sich später auf eine. Diese Strategie zeitigt, basierend auf den Besucherzahlen, Erfolge: Sowohl für 2023 als auch für 2024 konnten Besucherrekorde verzeichnet werden und es wurden spezifisch die Sonderausstellungen als Grund für die Erfolge genannt.

## Kernausstellung
Nach einer einjährigen Umbauphase feierte das Museum für Kommunikation Bern am 17. August 2017 die Vernissage seiner neuen permanenten Ausstellung. Sie macht die Allgegenwart der Kommunikation sowie deren analoge und digitale Bereiche spielerisch erfahrbar. Im Zentrum stehen das Begegnen, Experimentieren und verständliche Inszenieren. Das Wissen rund um die Ausstellungsinhalte wird auch durch ständig anwesende Kommunikatoren vermittelt sowie durch die Förderung des Austauschs der Gäste untereinander. Die Kommunikatoren haben nichts mehr mit dem klassischen Aufsichtspersonal in Museen zu tun, sondern suchen den direkten Dialog mit den Museumsgästen. Für dieses interaktive Gesamtkonzept und die personelle Vermittlung gewann das Museum für Kommunikation 2019 den Museumspreis des Europarates.

Die neue Kernausstellung seit 2017
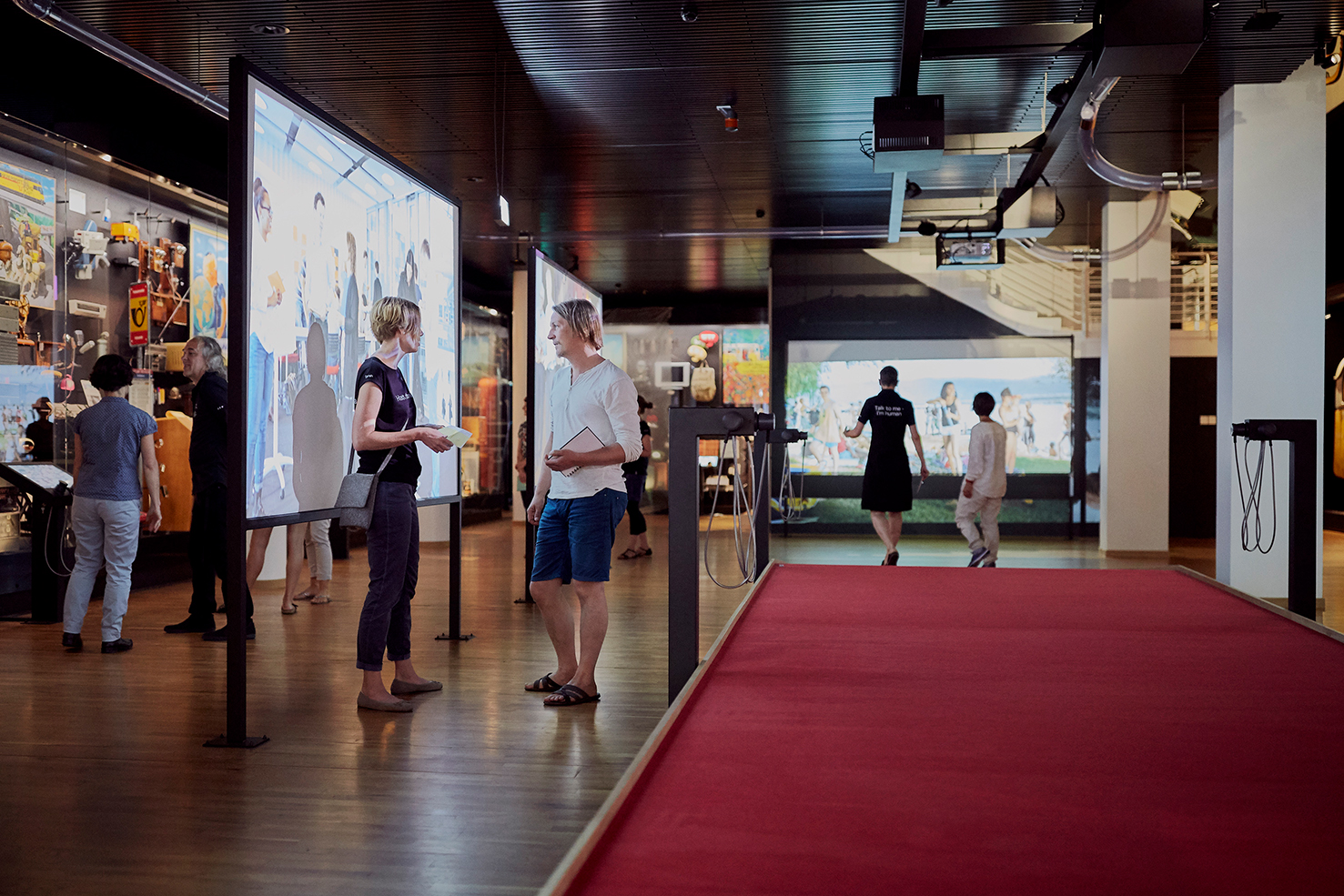
Roter Teppich in der 2017 eröffneten Kernausstellung.
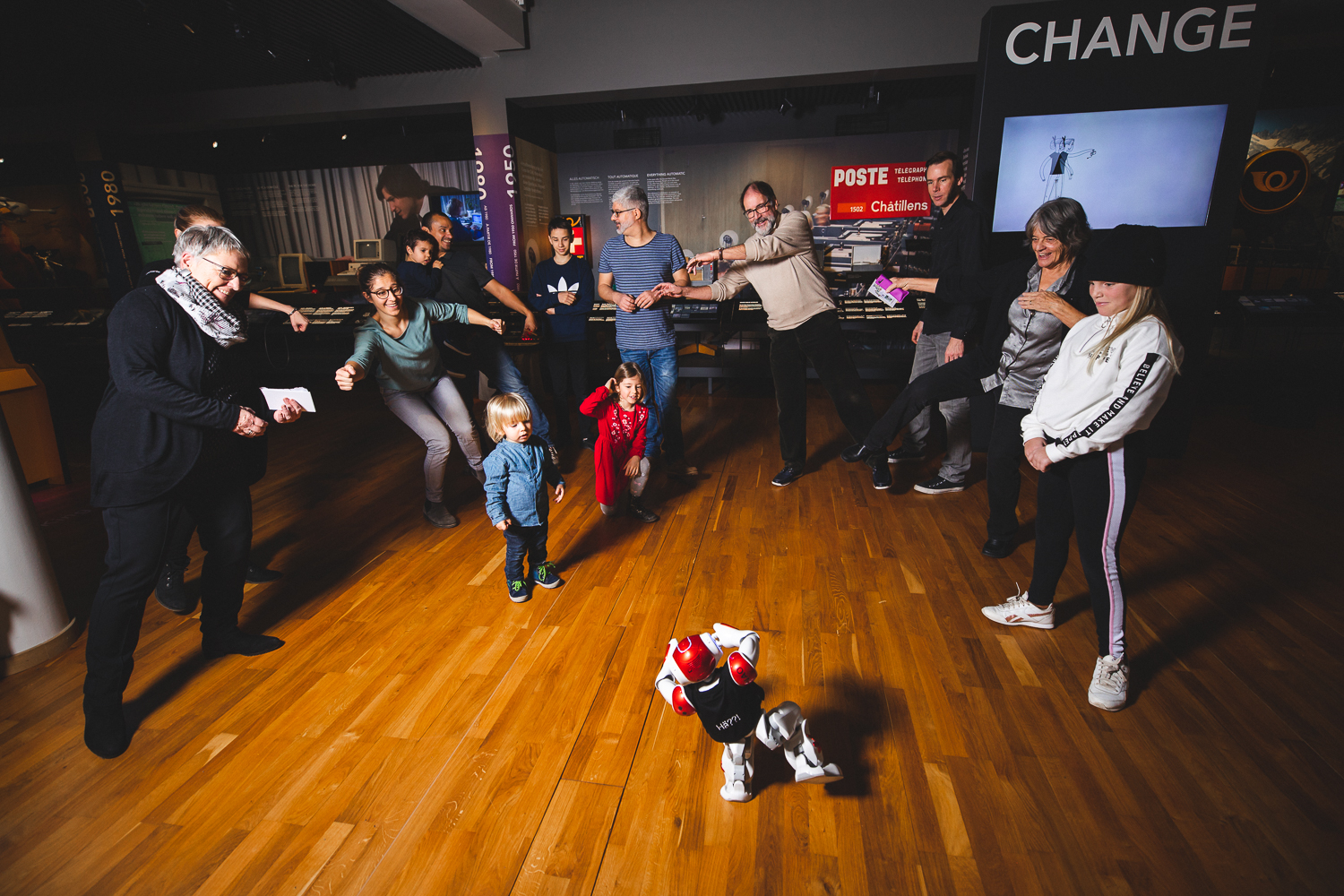
Besuchende machen mit Roboter «Nao» Tai Chi.
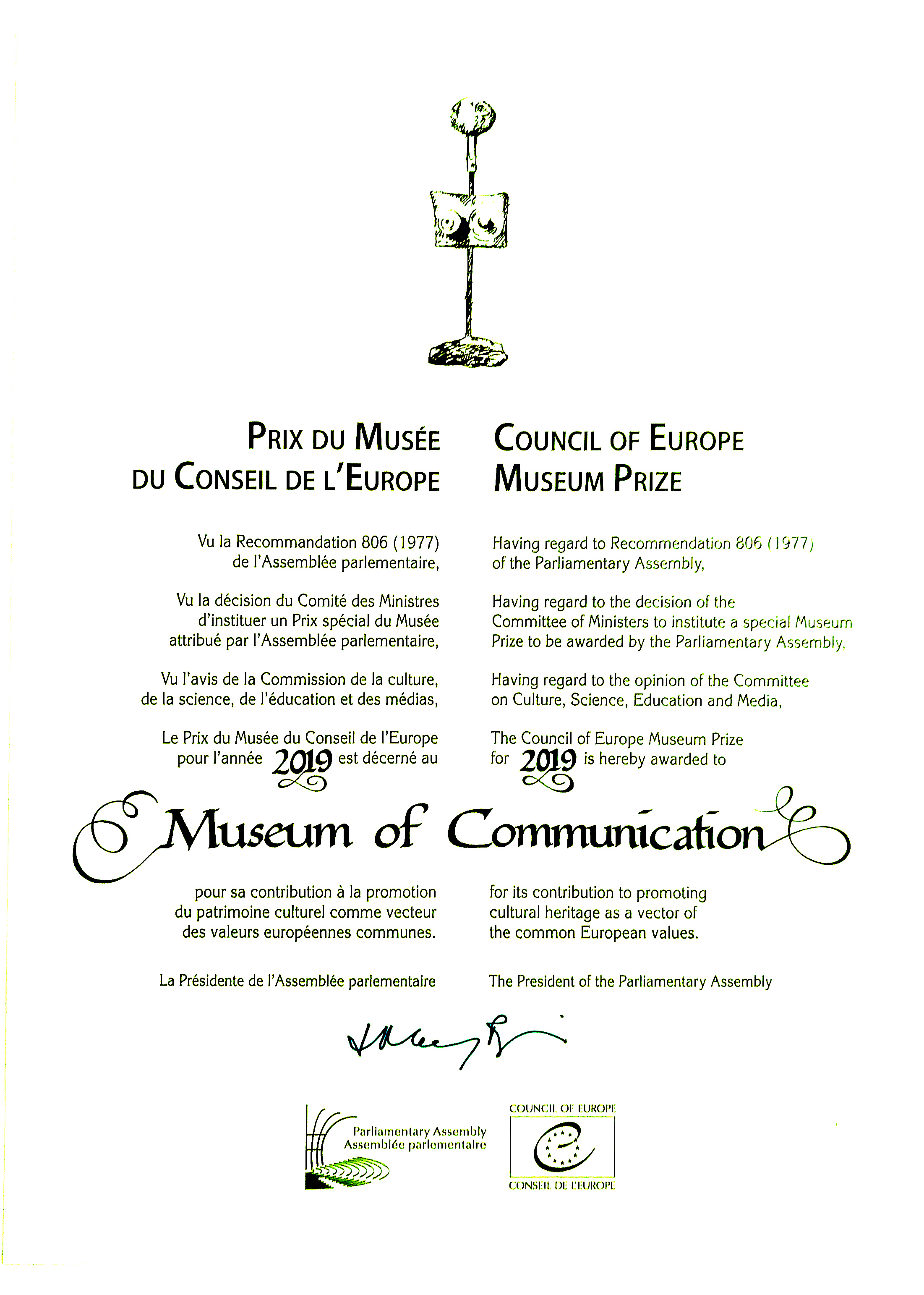
Urkunde des Museumspreises des Europarates.

## Chronologie der Dauerausstellungen

### Postmuseum und PTT-Museum als Firmenmuseum
Seit seiner Gründung 1907 präsentiert das Museum Dauerausstellungen. Nach der Aufbauphase im Hauptpostgebäude in Bern und einer Schliessung aufgrund der Mobilmachung während des Ersten Weltkrieges wurde die gezeigte Briefmarkensammlung hauptsächlich von Philatelisten besucht.
Nach dem Umzug in den Neubau des Alpinen Museums der Schweiz schlug die Museumsleitung vor, «dem Postmuseum etwas mehr Gegenwarts- und Gebrauchswert» zu verleihen. Entwickelt wurde eine modernere Ausstellung, die bis zum Ausbruch des Zweiten Weltkriegs jährlich rund 12'000 Besuchende ins Museum lockte.
Nach Kriegsende konnte das Museum wieder normale Öffnungszeiten anbieten und die Forschungs- und Sammeltätigkeit wieder aufnehmen. Darüber hinaus beteiligte es sich an Schaufensterausstellungen in unterschiedlichen Landesteilen und an regionalen Messen und kulturellen Veranstaltungen. Dies wirkte sich positiv auf die Bekanntheit und die Besuchszahlen aus.
Mit dem Bau eines eigenen PTT-Museums (Eröffnung 1990) sollten die drei wesentlichen Ausstellungsbereiche miteinander verbunden und für die Besuchenden als Ganzes erlebbar gemacht werden: die Postgeschichte, die Geschichte des Fernmeldewesens und die Wertzeichensammlung. Ziel war es, «die PTT als Kommunikations-Vermittlerin ganzheitlich und umfassend darzustellen». Die Ausstellung sollte auch für Laien aufschlussreich und verständlich sein. Man wollte die Ausstellungsstücke im gesellschaftlichen Umfeld zeigen. Die Exponate sollten zudem in einer «didaktisch durchdachten Weise präsentiert und anhand thematisch leicht überschaubarer Leitideen gruppiert» werden. Zusätzlich sollten Besucher aktiv in nachgestellte Realsituationen eingreifen können. Beispiele dafür sind Stationen zum Schreiben von Briefen sowie zur Simulation von Sender und Empfängerin.

### Museum für Kommunikation als Themenmuseum
Mit der Änderung des rechtlichen Rahmens zu einer Stiftung und dem neuen Namen wurde das Museum für Kommunikation 1997 in die Selbstständigkeit überführt. Dies machte es möglich, die historischen Sammlungsgegenstände in einen grösseren thematischen und zeitlichen Zusammenhang von Kommunikation zu stellen.
1998 verabschiedete der Stiftungsrat ein Grobkonzept für die neue Ausstellung, die das Publikum aktiv in das Geschehen einbeziehen sollte. Ziel war es, nicht nur rationale Bildungsinhalte, sondern auch emotionale Erlebnisse und Erfahrungen zu vermitteln. 1999 zählte das Museum für Kommunikation Bern 36'297 Besuchende.
Im Jahr 2000 wurde die Umsetzung etappenweise in Angriff genommen. Dafür wurde das Museumsgebäude mit einem Veranstaltungsraum, einer Cafeteria und einem Shop baulich erweitert. 2003 eröffnete das erste Drittel der Dauerausstellung mit dem Namen «Abenteuer Kommunikation», der später in «nah und fern: Menschen und ihre Medien» umbenannt wurde.
2007 wurden die anderen beiden Teile der dreiteiligen Dauerausstellung eröffnet: «As Time Goes Byte: Computer und digitale Kultur» sowie «Bilder, die haften: Welt der Briefmarken». Damit schloss das Museum die Gesamterneuerung ab und stellte seine mehrteilige Dauerausstellung unter das Motto «Abenteuer Kommunikation». Die Besuchszahlen erreichten nun erstmals die 80’000er-Marke.
Im November 2012 begann die Initialisierungsphase einer Gesamterneuerung des Museumskonzepts für ein interaktives, zeitgemässes Museum für Kommunikation. Nach einer einjährigen Umbauphase eröffnete 2017 die neue Kernausstellung.
Seitdem sind die Besuchszahlen stark gestiegen. 2019 besuchten insgesamt 115'664 Personen das Museum für Kommunikation. Innerhalb von 20 Jahren hat es damit seine Besuchszahlen mehr als verdreifacht. 2023 ein absolutes Rekordjahr für das Museum mit 128'491 Besuchenden.
Um den Aufgaben in einer Gesellschaft im schnellen technologischen Wandel gerecht zu werden, wurde 2019 eine digitale Strategie erarbeitet. Sie zielt mit den Schwerpunkten digitale Präsenz, Kultur der Teilhabe und kulturelles Gedächtnis darauf ab, die Stärken des Museums auch im digitalen Raum zugänglich zu machen.

Entwicklung des Museums
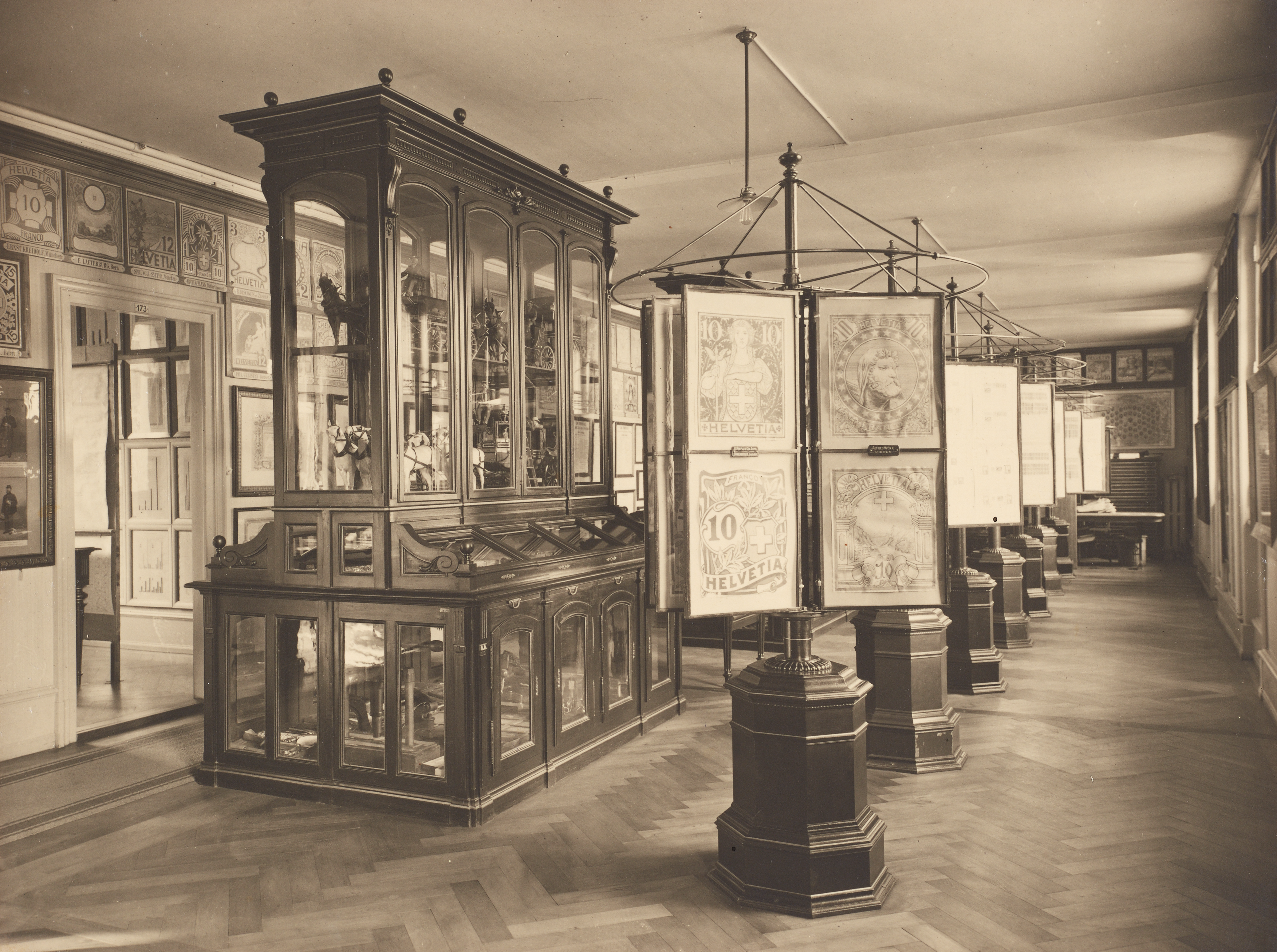
Postmuseum am Bollwerk III, eröffnet 1907.
Markenraum im Postmuseum.
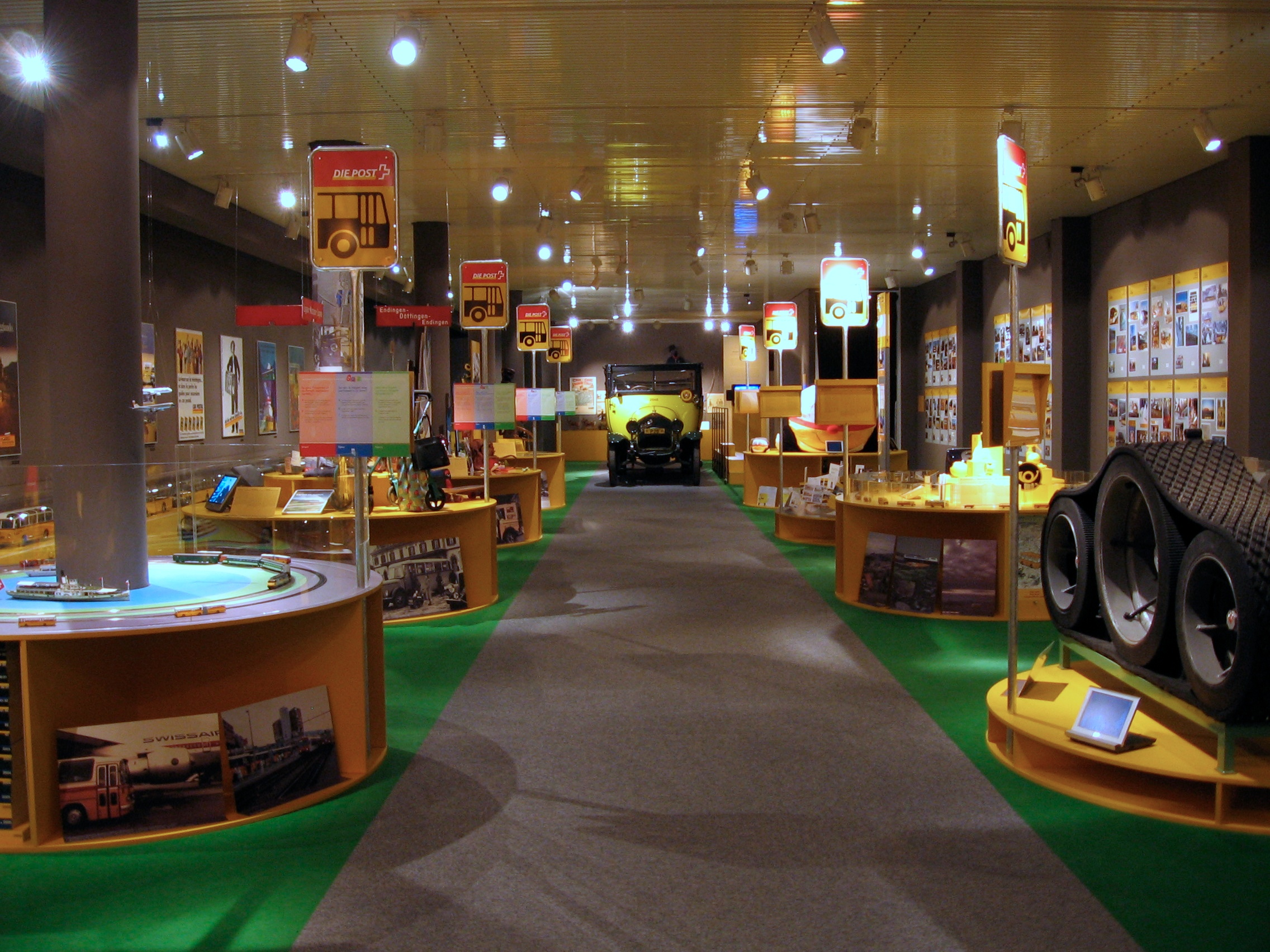
Ausstellung zur Postgeschichte, 2006.
Kinderpost

## Geschichte, Architektur, Standorte
1901 erteilte Oberpostdirektor Anton Säger den Auftrag, Gegenstände und Dokumente aus früheren Zeiten des Postwesens zu sammeln. Bereits 1893 hatte er als Oberpostinspektor erstmals eine «Instruktion betreffend die Besorgnis des Archivs und des Postmuseums» erlassen. 1907 wurde im Hauptpostgebäude am Bollwerk in Bern ein Postmuseum eröffnet.
Später wurde die PTT zur neuen Trägerin des Postmuseums. Wegen der räumlichen Erweiterung der Bollwerk-Telefonzentrale zog das Museum 1933 in das Untergeschoss des neuen Alpinen Museums der Schweiz am Helvetiaplatz. Der Neubau des Alpinen Museums im damals jungen Stadtquartier Kirchenfeld gehört zu den Beispielen des Neuen Bauens in Bern. 1949 wurde das Postmuseum in PTT-Museum umbenannt. Weil die eigene Sammlung laufend erweitert wurde und das Alpine Museum selbst mehr Platz beanspruchte, musste sich das PTT-Museum nach neuen Räumen umsehen.
Als Burgergemeinde, Stadt und Kanton ein Kulturgüterschutzzentrum im Kirchenfeld planten – das aber letztlich nur im Ansatz realisiert wurde – wurde ein Neubau eines eigenen PTT-Museums Tatsache: 1990 zog das Museum in den vom Architekten Andrea Roost entworfenen Bau an der Helvetiastrasse im Kirchenfeld-Quartier ein. Bis heute ist das sein Standort.
1997 wurde die PTT im Zug der Liberalisierung in die Schweizerische Post AG und die Swisscom AG aufgeteilt. Die beiden Unternehmen entschieden, die Schweizerische Stiftung für die Geschichte der Post und Telekommunikation zu gründen. Dabei wurde das PTT-Museum von einem Firmen- zu einem Themenmuseum erweitert und erhielt den heutigen Namen Museum für Kommunikation.
1998 erhielt die Stiftung den Auftrag von Post und Swisscom, das PTT-Archiv für sie zu verwalten. Die Archivräume befinden sich nicht im Museumsgebäude, sondern in Köniz bei Bern. Seit 1999 gehört auch der ehemalige Kurzwellensender Schwarzenburg zum Museum und wird seither als Depot genutzt. Zuvor lagerte das Museum seine Kulturgüter in mehreren kleineren Depots an verschiedenen Standorten. 2013 wurde das Depot in Schwarzenburg mit einem Holzbau nach dem Entwurf von Patrick Thurston erweitert. Der Holzbau wurde 2015 mit dem Prix Lignum in Gold ausgezeichnet.
Das Museum für Kommunikation ist Mitglied im Verein Museumsquartier Bern, der seit Juni 2021 die organisatorische Klammer für die Zusammenarbeit der Kulturinstitutionen im Museumsquartier bildet.

## Sammlungen
Die heutige Sammlung des Museums für Kommunikation dokumentiert den Wandel der Kommunikation. Dabei steht die Geschichte der Medien und ihrer Wechselwirkung mit der Schweizer Gesellschaft im Fokus. Sie beinhaltet nicht nur technische Artefakte, sondern die damit verbundenen kulturellen Techniken, Prozesse und Geschichten. Die Verwaltungsakten im PTT-Archiv kontextualisieren die Sammlung. Sie ist von nationaler Bedeutung und teilt sich in folgende Bereiche auf:

### Post- und Verkehrsgeschichte
Mit dem Beschluss der Schweizerischen Post 1893, historische Objekte für ein künftiges Postmuseum zu sammeln, war der Grundstein der Sammlung des heutigen Museums für Kommunikation gelegt. Ziel war es von Anfang an, den Wandel des schweizerischen Postwesens von den Anfängen bis in die Gegenwart zu dokumentieren. Einzelne Gegenstände der Kantonalposten und der Uniformen, Material von den Schweizerischen Landesausstellungen 1883 in Zürich und 1896 in Genf und eine bescheidene Briefmarkensammlung bildeten den Grundstock.
Durch den Postverkehr entstand auch ein national zusammenhängendes Netz von öffentlichen Transportmitteln. Da es bei der Gründung der Post noch fast keinen Bahnverkehr gab, war die Beförderung von Reisenden anfangs eine der wichtigsten Aufgaben der Post. Daraus ergab sich die Museumssammlung zum Verkehrswesen der Post.
Mit Transport und Übermittlung von Botschaften, Gütern, Geld und Menschen gelang der Post die Überwindung von Raum und Zeit. Über 10'000 Gegenstände zeugen von den unterschiedlichen Epochen und Formen von Transport und Übermittlung. Auch Objekte aus den Themenbereichen Reisen und Tourismus sind Teil der Sammlung der Post- und Verkehrsgeschichte.

### Informations- und Kommunikationstechnologie
Mit der Zusammenlegung der Post- mit der Telegrafenverwaltung zur Post-, Telegrafen- und Telefonverwaltung (PTT) 1920 erweiterte sich die Sammlung um Gegenstände der angegliederten Verwaltungen. 1949 wurden die gesammelten Objekte der Telegrafie und Telefonie anlässlich der Erweiterung des Postmuseums zum PTT-Museum ins Museum integriert.
In jüngerer Zeit haben sich die Sammlungsbereiche Telefonie und Telegrafie weiter aufgefächert: bei der Telegrafie kamen Telex, Telefax und Videotex (Bildschirmtext) hinzu, bei der Telefonie vor allem die Mobiltelefonie. Der Bestand deckt die wichtigsten Entwicklungsstufen der jeweiligen Technologien bis in deren Endphase bzw. bis in die Gegenwart ab. Morseapparate zählen zu den ältesten Objekten der Sammlung. Zur Sammlung gehören auch über 1‘500 Telefonapparate aus allen Epochen und mit unterschiedlichsten Techniken bis hin zum heutigen Smartphone mit Touchscreen. Die Objekte stammen hauptsächlich aus den Betrieben der PTT bzw. deren Nachfolgefirmen Telecom PTT und Swisscom. 2007 kamen Objekte aus den Ascom-Beständen hinzu. Gezielt gesammelt werden Objekte und Dokumente zur Nutzung und Rezeption der verschiedenen Technologien.
Eine Besonderheit dieses Sammlungsbereiches sind vier vollumfänglich erhaltene automatische Telefonzentralen in ihren Originalgebäuden, die vom Museum als Objekte in situ erhalten werden.
Ab 1923 übermittelte die PTT auch Radio- und ab 1953 Fernsehsendungen. Nach der Gründung der Schweizerischen Radio- und Fernsehgesellschaft (SRG) war sie von 1931 bis zum Ende der 1980er Jahre für die Beschaffung und den Unterhalt der Studioeinrichtungen zuständig. Somit gehören auch 200 Fernseher und rund 1’000 Radioapparate zur Sammlung. Der Bestand deckt die ersten 40 Jahre der Schweizer Radiogeschichte und die Pionierzeit des Schweizer Fernsehens zum Thema Empfang ab. Dank einer Vereinbarung mit der SRG SSR idée suisse ist die Weiterführung der Sammlung mit Objekten aus Radio- und Fernsehstudios gewährleistet. Die in der Schweiz aktiven Privatunternehmen werden ebenfalls thematisiert. Die Sammlung dokumentiert zum einen die technischen Entwicklungen. Zum andern erhält sie das audiovisuelle Kulturgut der eigenen Sammlung und der Schweiz und macht dieses einem breiten Publikum zugänglich.
Die Sammlung veranschaulicht die Entwicklung der Computertechnologie von der Mitte des 20. Jahrhunderts bis in die Gegenwart. Die Computersammlung war bis zur Stiftungsgründung 1997 Teil des Bestandes Fernmeldewesen und umfasste hauptsächlich Grossrechenanlagen der schweizerischen PTT-Betriebe. Nach der Bildung eines eigenen Bestandes wurde die Computersammlung kontinuierlich ausgebaut.

### Papier, Foto & AV-Medien
Der Sammlungsbereich Papier, Foto & AV-Medien umfasst den Fotobestand mit 500'000 Bildern, den Filmbestand von 5'000 Filmen, digitalen und analogen Videos sowie den Audiobestand und den Grafikbestand mit Plakaten, grafischen Blättern, Karten, technischen Plänen und Schemas. Er setzt sich vorwiegend aus den Archiven von PTT (heute Post und Swisscom) und weiterer Institutionen sowie Schenkungen zusammen. Seit der Stiftungsgründung wird bei Ergänzungen dieses Bestandes streng auf Werke fokussiert, welche im Kontext der Themen des Museums stehen.
Das Museum für Kommunikation verfügt über ein während über 100 Jahren gewachsenes, einzigartiges Bildarchiv. In der «Fotothek» lagert seit der Museumsgründung eine Bilddokumentation zur Geschichte der Post und PTT. Hinzu kommen Einzelbestände von schweizerischen Institutionen oder Fotografinnen und Fotografen. Dieses fotografische Erbe des Museums für Kommunikation umfasst insgesamt etwa 500‘000 Bilder. Davon sind bereits rund 60‘000 Fotos online in der Datenbank des Museums recherchierbar (Stand 2021). Das Museum beherbergt und pflegt damit die bedeutendste Sammlung der Schweiz an fotografischen Dokumenten zur Geschichte und Gegenwart der Post und der Telekommunikation. Dazu kommen national relevante Fotobestände zur Geschichte des Personenverkehrs auf Strasse und Schiene, des Reisens, des Tourismus und des Alpinismus. Jüngeren Datums sind umfangreiche Bestände zur Geschichte der elektronischen Massenmedien Radio und Fernsehen sowie zur Geschichte der elektronischen Datenverarbeitung und des Personal Computing. Diese Fotosammlung des Museums für Kommunikation ist Teil des kollektiven Gedächtnisses der Schweiz und gehört zum Kulturerbe des Landes. 2019 begann ein umfassendes und langfristiges Projekt zur präventiven Konservierung, Digitalisierung, Erschliessung und Vermittlung der Fotosammlung.

### Kunst
Die Kunstsammlung des Museums für Kommunikation Bern reflektiert das Thema Kommunikation aus Sicht der Kunst. Die Sammlung kann grob in drei Bereiche eingeteilt werden: Erstens gehören dazu Werke der bildenden Kunst, die auf einer inhaltlichen Ebene die thematischen Kernbestände des Museums dokumentieren und seit der Anfangszeit gesammelt wurden. Zweitens (seit 1998) umfasst sie zeitgenössische Kunst, die sich auf inhaltlicher und medialer Ebene mit dem Thema Kommunikation auseinandersetzt. Diese Sammlung gehört nicht zu den traditionellen Kernbeständen des Museums, wird aber aktiv gepflegt. Dies, weil sie Fragen zum Thema Kommunikation reflektiert und komplexe Kommunikationszusammenhänge museal vermitteln kann. Hinzu kommt, drittens, die Mail-Art-Sammlung. Werke dieser weltweiten Kunstbewegung sammelt das Museum seit 1990. Durch die Integration der beiden Archive der Schweizer Künstler H.R. Fricker und Marcel Stüssi konnte eine repräsentative Sammlung mit Schwerpunkt Schweiz gebildet werden.

### Philatelie
Das Museum für Kommunikation besitzt mit rund drei Millionen Briefmarken eine der grössten internationalen Sammlungen. Sie gehört seit der Gründung der Museumsstiftung zu den Kernbeständen. Darunter gibt es eine wertvolle Kollektion von Schweizer Briefmarken wie Zürich 4 und Zürich 6, Doppelgenf und Basler Taube. Die Sammlung umfasst in erster Linie alle Briefmarken der Schweiz seit ihrer Einführung 1843. Auch eine repräsentative Auswahl an Briefmarken aus der ganzen Welt ist vorhanden. 1874 wurde in Bern der Weltpostverein gegründet. Er sollte die Koordination zwischenstaatlicher Postsendungen erleichtern. Die von den heute 192 Mitgliedsstaaten an den Weltpostverein abgegebenen Briefmarken sind ebenfalls in der Philatelie des Museums vorhanden.
Ergänzt wird der Bestand durch Briefmarkenentwürfe, Probedrucke und Mittel der Briefmarkenproduktion, Postsendungen sowie Sammlergegenstände.

Beispiele von Sammlungsobjekten
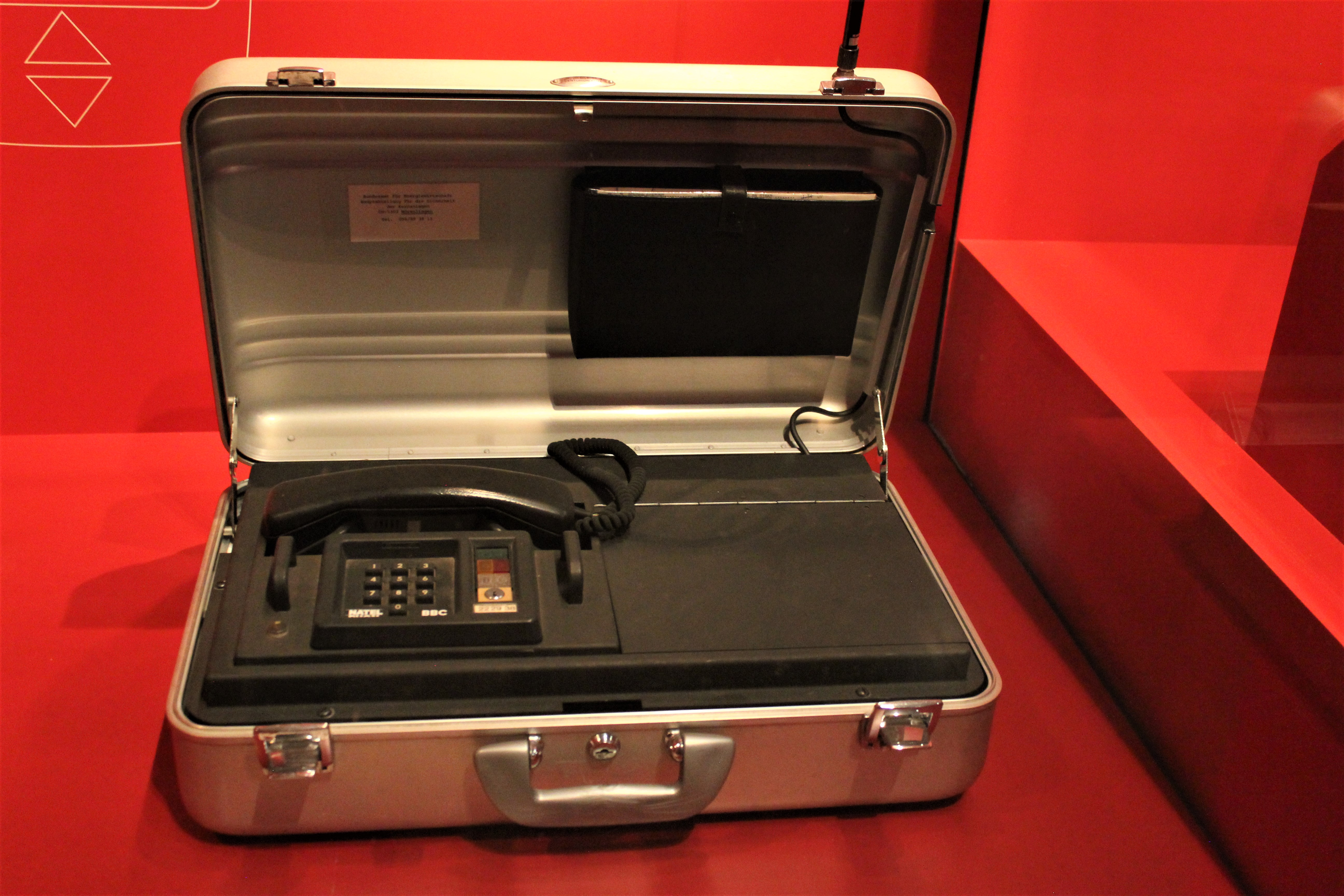
Ein frühes Mobiltelefon, das Natel A.
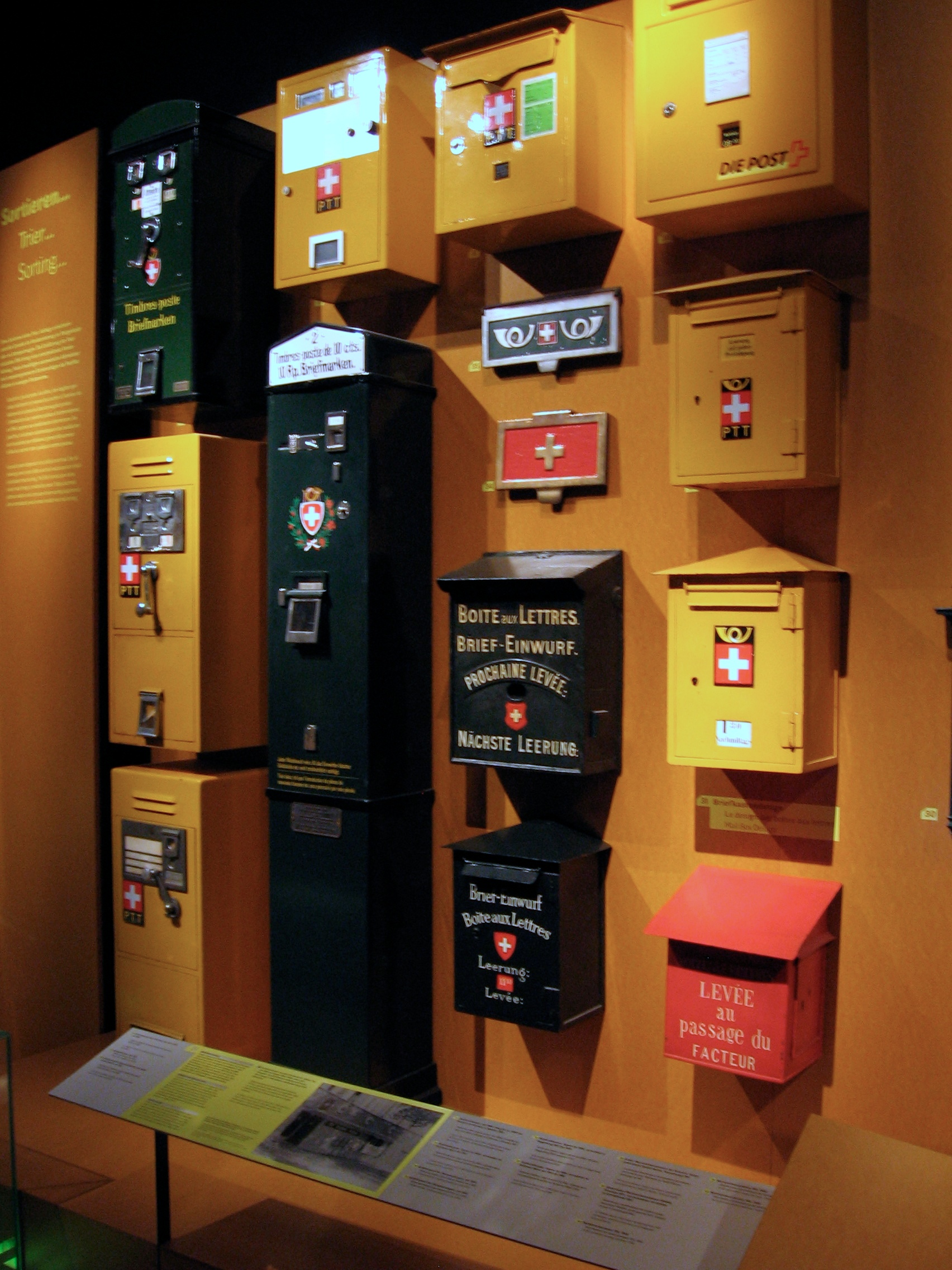
Die Schweizer Briefkästen waren grün, bevor sie gelb wurden.
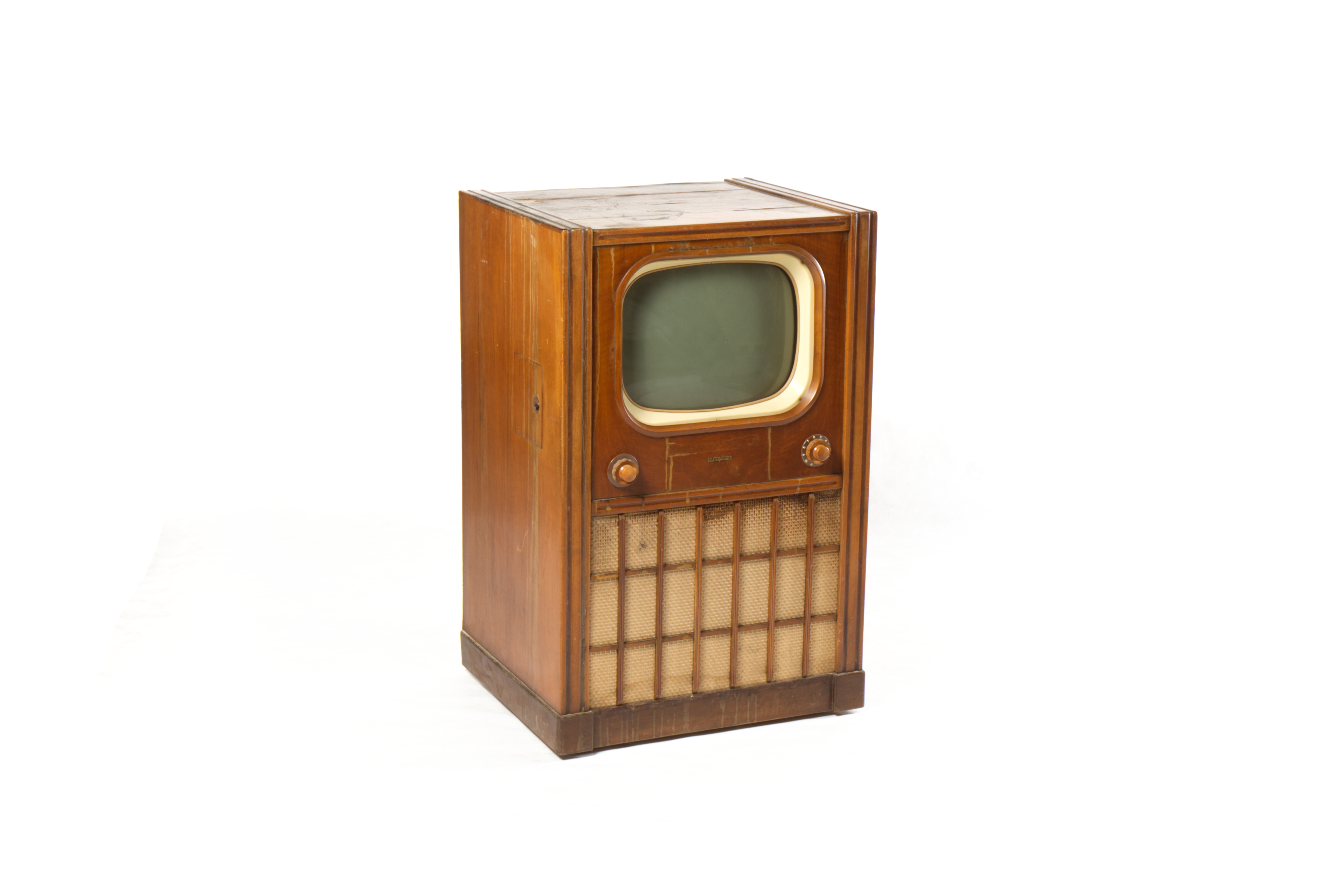
Fernsehempfänger La Dôle der Schweizer Firma Autophon (1953/1954).
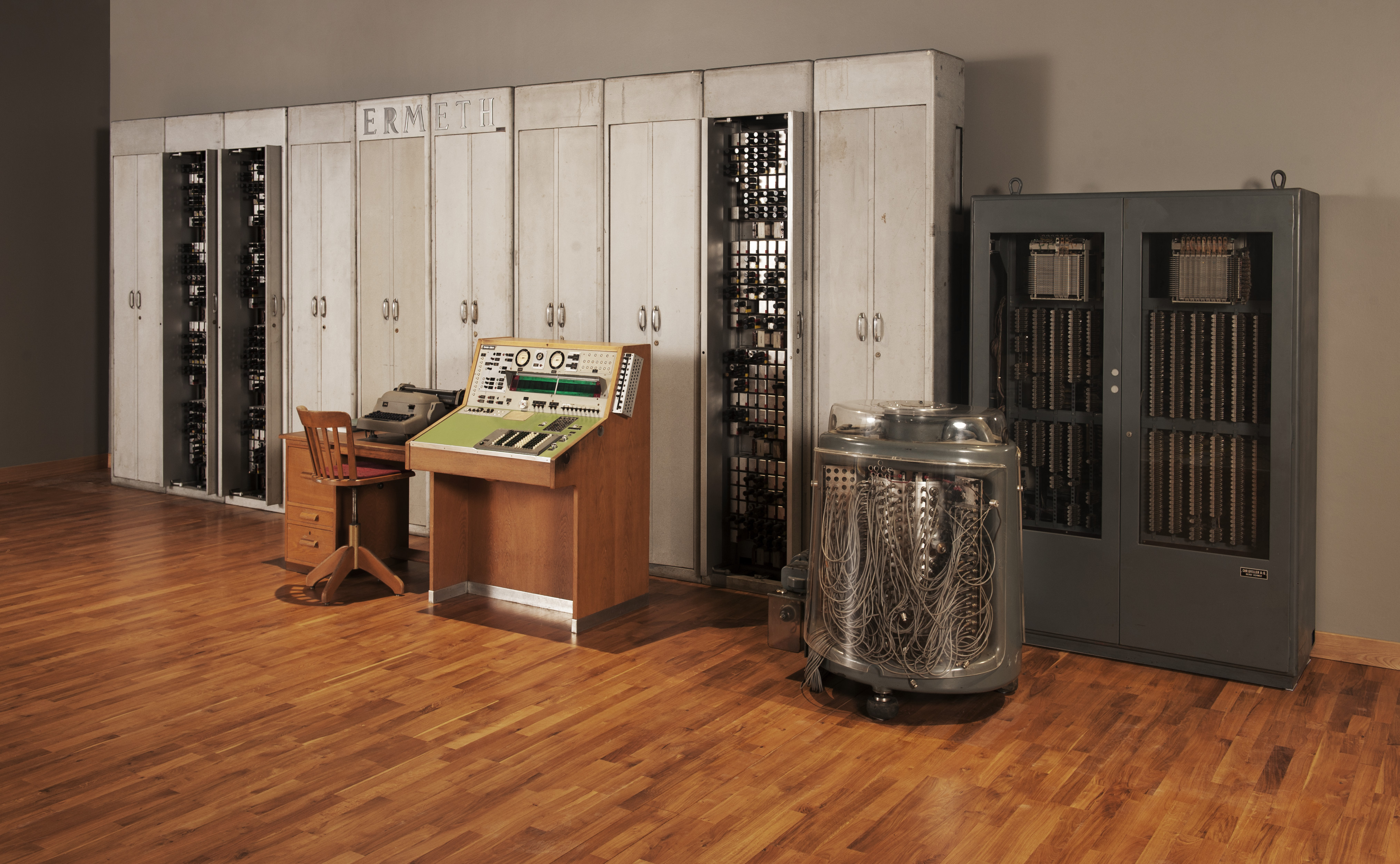
An der ETH Zürich entwickelte elektronische Rechenmaschine ERMETH.